# کرسی-ساب
کرسی-ساب (انگلیسی: Cressi-Sub) شرکت مهندسی ایتالیایی است، که در سال ۱۹۴۶ تأسیس شد.